# Rory Nugent
Rory Nugent (nacido en 1952) es un explorador y escritor estadounidense. Trabajó en New Bedford, Massachusetts, desde 1988 hasta 2004.

## Biografía
Nugent nació en Nueva York. Tras graduarse en el Williams College en 1975, se hizo a la mar a bordo de cargueros y aviones de lona. Cruzó en solitario el Océano Atlántico en cuatro ocasiones. Su quinta travesía terminó prematuramente cuando el catamarán en el que navegaba volcó; fue rescatado cinco días después.
En 1992, Nugent se convirtió en corresponsal en el extranjero, primero para Men's Journal y luego como miembro de la plantilla de Spin. Dejó el periodismo en 2002 para trabajar en su tercer libro.

## Criptozoología
A mediados de la década de 1980, Nugent montó expediciones en solitario en busca de la malvasía rosada en el río Brahmaputra y de Mokele-mbembe en el Congo. Se afirma que podría haber visto ambos, pero sus avistamientos siguen sin confirmarse. Escribió un libro de no ficción sobre cada expedición.
Las supuestas fotografías de Mokele-mbembe de Nugent de 1985 han sido criticadas como poco fiables. Una fue descrita como una instantánea lejana de un tronco flotando en un lago.

### Libros
- El Buscar el Rosa-Pato Encabezado (Houghton Mifflin, 1991)
- Tambores A lo largo del Congo: En La Estela De Mokele-Mbembe, el Último Dinosaurio Viviente (Houghton Mifflin, 1993)
- Abajo en los Muelles (Pantheon Libros, 2009)

### Artículos
- Nugent, Rory (June 2009). «Hope floats». The Atlantic 303 (5): 62-63. Consultado el 10 de julio de 2013. MS Oasis of the Seas

- Datos: Q7366926